# والتر مانسون
والتر مانسون (انگلیسی: Walter Monson; ۲۹ نوامبر ۱۹۰۸ – ۹ ژانویهٔ ۱۹۸۸) بازیکن هاکی روی یخ اهل کانادا بود.